# 長崎形
長崎形（ながさきがた）は、幕末に、長崎海軍伝習所で建造された西洋式帆船。長崎の古名「瓊ノ浦」「玉ノ浦」に由来して、瓊浦形あるいは玉浦形とも言う。船名の「-形」は「-型」の意味で、同型船量産予定の幕府船に用いられた命名方式である。佐賀藩も同型船「晨風丸」を建造した。

## 概要
長崎海軍伝習所では、船の操縦だけでなく洋式造船などの教育も行われていた。まず最初に建造されたのは港内連絡用の小脚船（スループ）で、オランダ人教官のヘルフィン船匠長の指導の下、幕府伝習生である日本人の船大工たちが製作した。これは8本櫂の帆走・漕走併用の小型船で、碇泊中の練習艦「観光丸」への移乗や帆走練習船に使われた。作業にあたった伝習生には「鳳凰丸」や君沢形（「ヘダ号」）の建造経験者が含まれていた。
次に、より本格的な洋式船として建造されたのが「長崎形」である。1856年11月18日（安政3年10月21日）に起工され、1857年6月16日（安政4年5月25日）に進水した。航海練習船として長崎大波止で建造されたもので、伝習生の造船実習を兼ねていた。資材調達の難航により作業がしばしば中断したため、工期が長くなった。建造費は2000両を要した。
材質は木造で、帆装形式は1本マストのカッター（当時は「コットル船」と呼称）である。佐賀藩製の同型船「晨風丸」（詳細後述）の要目によると、長さ21.8m・幅5.8m・排水量50トンであった。排水量60トンとする文献もある。伝習所総監の永井尚志の要望により、有事の際には武装して軍艦として使用できるよう大砲の設置場所が用意されていた。長崎製の6ポンド青銅砲4門と1ポンド旋回砲4門が搭載可能であった。
就役した「長崎形」は、予定通りに伝習所の航海練習用に使用された。勝海舟の指揮で練習航海に出た際に座礁事故を起こして船尾を大きく損傷し、長崎で修理を受けた。
その後も長崎海軍伝習所では、大小異なったスループ3隻や給水作業用の運水船などの小型洋式船が引き続き建造されている。伝習所が閉鎖された後の1861年4月頃（文久1年3月）にも、長崎奉行の岡部長常の命により、彼杵において小型洋式船3隻が建造された。長崎奉行は彼杵形と命名することを希望したが、これらも幕府は先に建造されたカッターと同じく玉浦形と呼ぶよう指示している。

## 晨風丸
長崎海軍伝習所では、幕府の伝習生以外にも各藩からの伝習生も学んでいた。その中で最大勢力であった佐野常民ら佐賀藩伝習生は、人数が多いだけでなく非常に積極的であった。例えば幕府伝習生がスループを建造すると、さっそく佐賀藩伝習生も独自に同様のスループを完成させている。
そして、幕府伝習生が「長崎形」を1857年に竣工させたときも、佐賀藩は自藩で運用するために同型船1隻を同年(安政4年11月11日)に長崎大波止で起工、翌1858年5月27日（安政5年4月15日）に進水させ「晨風丸」と命名したのだった。こちらもホイセン・ファン・カッテンディーケらオランダ人教官の指導下で作業が行われた。進水式には藩主の鍋島直正自らも臨席している。
竣工した「晨風丸」は、佐賀藩の軍港である三重津海軍所に回航されて使用された。